# کارلوس کوربران
کارلوس کوربران (انگلیسی: Carlos Corberán؛ زادهٔ ۷ آوریل ۱۹۸۳) بازیکن سابق و مربی فوتبال اهل اسپانیا است.
از باشگاه‌هایی که در آن بازی کرده‌است می‌توان به باشگاه فوتبال لیدز یونایتد اشاره‌کرد.